# Miss World 2007
| Data:                | 1 grudnia 2007                        |
| Kraj:                | Chiny                                 |
| Miasto:              | Sanya                                 |
| Gala finałowa:       | Crown of Beauty Theatre               |
| Liczba uczestniczek: | 115                                   |
| Poprzedniczka        | Taťána Kuchařová, Czechy              |
| Zwyciężczyni         | Zhang Zilin, Chińska Republika Ludowa |
| Następczyni          | Ksenia Suchinowa, Rosja               |
| -------------------- | ------------------------------------- |

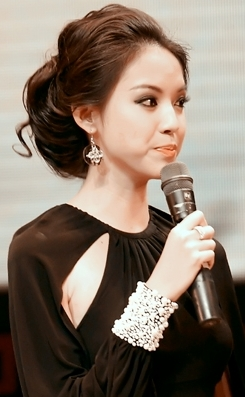

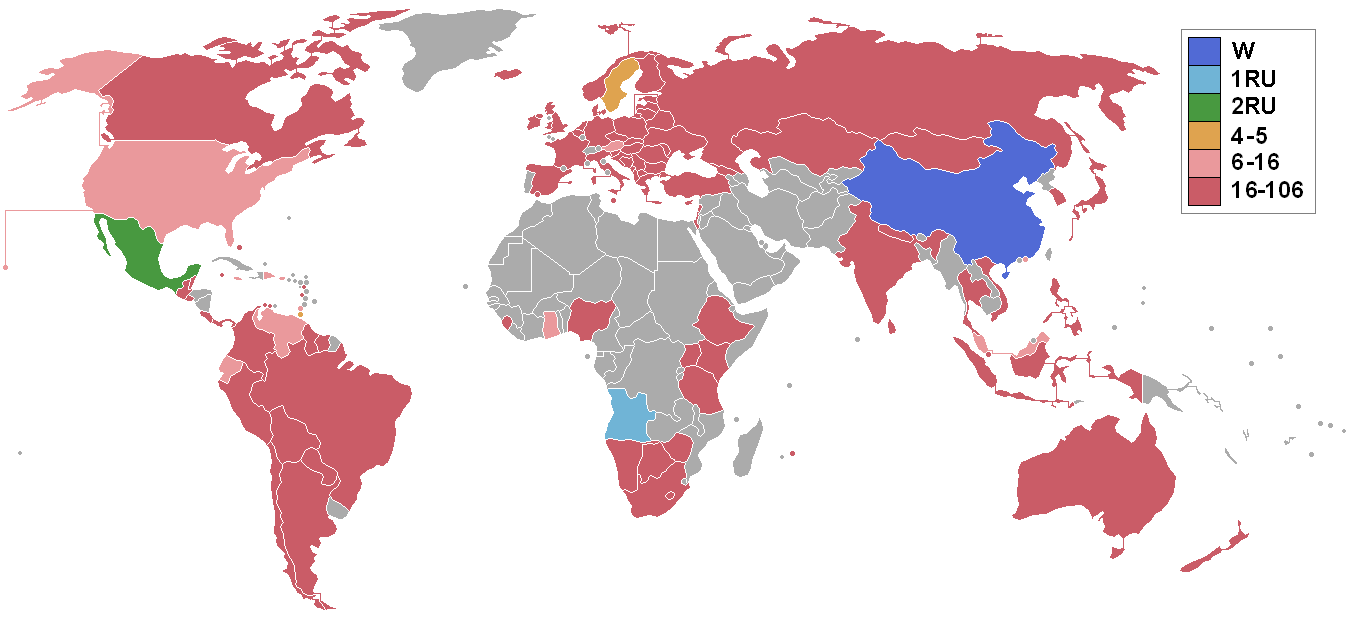
Kraje i terytoria, które wysłały delegacje oraz zajęte miejsce

57. finał konkursu Miss World odbył się w Sanya w Chinach 1 grudnia 2007 roku.

## Wyniki

### Miejsca
| Wyniki finału   | Uczestniczki |
| --------------- | --- |
| Miss World 2007 | - Chiny – Zhang Zilin |
| 1. wicemiss     | - Angola – Micaela Reis |
| 2. wicemiss     | - Meksyk – Carolina Morán |
| Finalistki      | - Szwecja – Annie Oliv - Trynidad i Tobago – Valene Maharaj |
| Półfinalistki   | - Austria – Christine Reiler - Dominikana – Ada de la Cruz - Ekwador – Valeska Saab - Ghana – Irene Dwomoh - Grenada – Vivian Burkhardt - Hongkong – Kayi Cheung - Jamajka – Yendi Phillips - Malezja – Deborah Priya Henry - Portoryko – Jennifer Guevara - Stany Zjednoczone – Abigail McCary - Wenezuela – Claudia Suárez |

### Kontynentalne Królowe Piękności
- Królowa Piękności Afryki – Micaela Reis (Angola)
- Królowa Piękności Ameryk – Carolina Morán (Meksyk)
- Królowa Piękności Azji i Oceanii – Zhang Zilin (Chiny)
- Królowa Piękności Europy – Annie Oliv (Szwecja)
- Królowa Piękności Karaibów – Valene Maharaj (Trynidad i Tobago)

## Uczestniczki konkursu
Albania
- Elda Dushi
- Europa Południowa

 Angola
- Micaela Reis
- Afryka

 Anglia
- Georgia Faye Horsley
- Europa Północna

 Argentyna
- Alejandra Noelia Bernal
- Ameryka

 Australia
- Caroline Pemberton
- Azja Pacyfik

 Austria
- Christine Reiler
- Europa Północna

 Białoruś
- Julia Sindiejewa
- Europa Północna

 Belgia
- Annelien Coorevits
- Europa Północna

 Belize
- Felicita Arzu
- Ameryka

 Boliwia
- Sandra Lea Hernandez Saavedra
- Ameryka Południowa

  Bośnia i Hercegowina
- Gordana Tomić
- Europa Południowa

 Botswana
- Malebogo Marumoagae
- Afryka

 Brazylia
- Regiane Andrade
- Ameryka Południowa

 Brytyjskie Wyspy Dziewicze
- Martha Ramirez
- Karaiby

 Bułgaria
- Paolina Raczewa
- Europa Południowa

 Curaçao
- Maggy Alexander
- Karaiby

 Czechy
- Kateřina Sokolová
- Europa Północna

 Ekwador
- Valeska Alexandra Saab Gómez
- Ameryka

 Egipt
- Ehsan Hatem El Kirdany
- Afryka

 Estonia
- Kadi Sizask
- Europa Północna

 Francja
- Sophie Vouzelaud
- Europa Południowa

 Filipiny
- Margareth Nales Wilson
- Azja Pacyfik

 Ghana
- Irene Dwomoh
- Afryka

 Grecja
- Katerina Evangelinou
- Europa Południowa

 Grenada
- Vivian Charlott Burkhardt
- Karaiby

 Gwatemala
- Alida Maria Boer Reyes
- Ameryka

 Hiszpania
- Natalia Zabala Arroyo
- Europa Południowa

 Islandia
- Jóhanna Vala Jónsdóttir
- Europa Północna

 Indie
- Sarah Jane Dias
- Azja Pacyfik

 Irlandia Północna
- Melissa Patton
- Europa Północna

 Izrael
- Liran Cohaner
- Europa Południowa

 Japonia
- Rui Watanabe
- Azja Pacyfik

 Kanada
- Sara Ghulam
- Ameryka

 Kongo
- Blanda Eboundit Fatouma
- Afryka

 Liban
- Nadine Njeim
- Europa Południowa

 Liechtenstein
- Fabienne Walser
- Europa Północna

 Litwa
- Jurgita Jurkutė
- Europa Północna

 Malezja
- Deborah Priya Henry
- Azja Pacyfik

 Malawi
- Peth Msinska
- Afryka

 Mauritius
- Melody Selvon
- Afryka

 Meksyk
- Carolina Morán Gordillo
- Ameryka

 Mołdawia
- Ina Codreanu
- Europa Południowa

 Nepal
- Sitashma Chand
- Azja Pacyfik

 Nigeria
- Munachi Nwankwo
- Afryka

 Niemcy
- Janice Behrendt
- Europa Północna

 Norwegia
- Lisa-Mari Moen Junge
- Europa Północna

 Paragwaj
- Maria De La Paz Vargas
- Ameryka

 Peru
- Cynthia Jessenia Calderon Ulloa
- Ameryka Południowa

 Polska
- Karolina Zakrzewska
- Europa Północna

 Portoryko
- Jennifer Guevara
- Karaiby

 Rosja
- Tatiana Kotowa
- Europa Północna

 Południowa Afryka
- Megan Coleman
- Afryka

 Rumunia
- Elena Roxana Azoitei
- Europa Południowa

 Słowacja
- Veronika Husárová
- Europa Północna

 Słowenia
- Tadeja Ternar
- Europa Południowa

 Szwajcaria
- Christa Rigozzi
- Europa Północna

 Szwecja
- Annie Oliv
- Europa Północna

 Ukraina
- Lika Roman
- Europa Północna

 Wenezuela
- Claudia Paola Suárez Fernández
- Ameryka

 Wyspy Dziewicze Stanów Zjednoczonych
- Esonica Veira
- Karaiby

 Zimbabwe
- Caroline Marufu
- Afryka